# Lycée Jeanne-d'Albret
Pour les articles homonymes, voir Jeanne d'Albret (homonymie) et Albret.
Le lycée Jeanne-d'Albret est un lycée du centre de Saint-Germain-en-Laye, situé au 6, rue Giraud-Teulon, à 800 mètres du Château Vieux.

## Histoire du Lycée

### Origine du nom
Le lycée est baptisé en hommage à Jeanne III, reine de Navarre de 1555 à 1572, née Jeanne d'Albret. Fille de Marguerite d'Angoulême et d'Henri II de Navarre, elle est née en 1528 au château de Saint-Germain-en-Laye. Elle est la mère d'Henri IV, roi de Navarre puis roi de France, qu'elle emmènera en 1568, et alors qu'il n'était âgé que de quinze ans, participer au siège de La Rochelle. Les affrontements entre catholiques et huguenots dégénèrent en massacres jusqu’à ce qu’elle signe avec Catherine de Médicis le 8 août 1570 à Saint-Germain-en-Laye, un édit de tolérance accordant aux protestants la liberté de conscience et quatre villes de sûreté pour deux ans. Cet édit servira notamment de modèle à la rédaction de l'édit de Nantes.

### Le parc arboré
Le lycée est situé au cœur d'un grand parc arboré créé au XVIIIe siècle. Ce parc accueille un grand nombre d'arbres remarquables (sophoras, pins laricio, pins de l’Himalaya, cèdres du Liban…), et est remarquable par le pavillon d'Angoulême qui s'y trouve, villa d'une architecture unique en France,.

### Histoire
En 1897 est créé le collège communal de garçons de Saint-Germain-en-Laye (dans les bâtiments de l'actuel lycée Jean-Baptiste-Poquelin, rue Léon-Désoyer) puis, en 1913, l'École normale d’institutrices de Seine-et-Oise et le collège de jeunes filles de Saint-Germain-en-Laye (dans les bâtiments de l'actuel collège Claude-Debussy). Le collège de garçons est ensuite transformé en collège universitaire (premier et second cycles) puis, en 1942, en lycée d'État. La même année, le collège de jeunes filles devient un lycée de jeunes filles. En 1943, le lycée de garçons est rebaptisé lycée Claude-Debussy puis, en 1948, lycée Marcel-Roby, du nom du professeur de mathématiques Marcel Roby, enseignant dans l'établissement, résistant arrêté en 1942 et mort en déportation en 1944. Un livre lui est consacré. Le lycée de jeunes filles hérite alors du nom de Claude-Debussy.
En 1952, de nouveaux bâtiments sont inaugurés rue Giraud-Teulon, où le lycée de garçons Marcel-Roby déménage en 1958. Il quitte donc ses locaux de la rue Léon-Desoyer. En 1997, le lycée Marcel-Roby et le lycée Claude-Debussy fusionnent pour donner naissance au lycée Jeanne-d'Albret, dont les locaux sont situés rue Giraud-Teulon. Il est l'unique établissement de la commune à accueillir des CPGE générales.
Pour sa part, la partie collège de l'ancien lycée de garçons, le collège Marcel-Roby, fait partie du lycée international de Saint-Germain-en-Laye.

## Situation
L'entrée du lycée se fait au 6, rue Giraud Teulon. Cette courte rue du centre de Saint-Germain-en-Laye relie l'Avenue du Général Leclerc à la rue Alexandre Dumas, où se situe l'internat de l'établissement. L'accès peut se faire par le RER A à la station Saint-Germain-en-Laye
Le lycée accueille un CDI géré par trois professeurs documentalistes.

### Internat
L'établissement est doté d'un internat réservé aux préparationnaires qui comporte 147 places dont 56 pour les garçons, 83 pour les filles et 8 pour les étudiants en situation de handicap.

## Enseignement
Le lycée accueille les élèves de la seconde à la deuxième année de CPGE, et propose neuf des douze spécialités introduites pour les premières dans le cadre de la réforme du baccalauréat de 2018 : histoire-géographie, géopolitique et sciences politiques ; humanité, littérature et philosophie ; langues, littérature et cultures étrangères : anglais ; mathématiques ; numérique et sciences informatiques ; physique-chimie ; sciences de la vie et de la Terre ; sciences économiques et sociales ; sciences de l'ingénieur.

## Classement

### Classement du lycée
Le lycée affiche un taux de réussite au baccalauréat de 97 % en moyenne, ce qui correspond aux attendus nationaux. Le lycée se place ainsi à la 480e/2277 place du classement des lycées de L'Express en 2019.

### Classement des CPGE
| Filière | Élèves admis dans une grande école* | Taux d'admission* | Taux moyen sur 5 ans | Classement national |
| --- | ----------------------------------- | ----------------- | -------------------- | ------------------- |
| ECS | 17 / 37 élèves                      | 45,9 %            | 42,9 %               | 59eex-æquo sur 92   |
| Khâgne LSH | 4 / 26 élèves                       | 15,4 %            | 14,7 %               | 66e sur 78          |
| MP | 8 / 33 élèves                       | 24,2 %            | 28,1 %               | 25e sur 126         |
| PC | 9 / 25 élèves                       | 36 %              | 21,8 %               | 31e sur 108         |
| PSI | 7 / 36 élèves                       | 19,4 %            | 31,4 %               | 40e sur 100         |
| Source : Classement 2024 des prépas - Le Figaro (Concours de 2023). * le taux d'admission dépend des grandes écoles retenues par l'étude. En khâgnes, ce sont l'ENSAE, l'ENC, les 3 ENS, et 5 écoles de commerce qui ont été retenues. En filières scientifiques, c'est un panier de 11 à 17 écoles d'ingénieurs qui a été retenu selon la filière (MP, PC, PSI, PT ou BCPST). |                                     |                   |                      |                     |